# Michel'le
Michel'le Toussant (Compton, California, Estados Unidos em 5 de dezembro de 1970) conhecida como Michel'le (/mɪʃɛˈleɪ/) é uma cantora e compositora de R&B conhecida por seu estridente, a voz de fala infantil, que é um contraste surpreendente com seus fortes vocais.

## Discografia

### Álbuns de estúdio
| 1989 | Michel'le - Label: Ruthless Records  | 5  | 35 |
| 1998 | Hung Jury - Label: Death Row Records | 56 | -  |

### Singles
| Ano  | Single                                 | Posições          | Posições              | Posições |
| Ano  | Single                                 | Billboard Hot 100 | Hot R&B/Hip-Hop Songs |          |
| ---- | -------------------------------------- | ----------------- | --------------------- | -------- |
| 1990 | "No More Lies"                         | 7                 | 2                     |          |
| 1990 | "Nicety"                               | 29                | 5                     |          |
| 1990 | "Keep Watchin'"                        | -                 | 65                    |          |
| 1991 | "Something In My Heart"                | 31                | 2                     |          |
| 1991 | "If?"                                  | -                 | 22                    |          |
| 1996 | "Run tha Streetz" (feat. Tupac Shakur) | 15                | 7                     |          |
| 1998 | "Hang Tyme"                            | -                 | -                     |          |
| 1998 | "Can I Get a Witness?"                 | -                 | -                     |          |
| 2011 | "Freedom of Love"                      | -                 | 91                    |          |